# Climax Studios
Climax Studios ist ein britischer Videospielentwickler mit Sitz in Portsmouth, der vor allem für seine Arbeit an dem Survival-Horror-Videospielen Silent Hill: Origins und Silent Hill: Shattered Memories bekannt ist. Seit April 2021 gehört es zu den irischen Keywords Studios.

## Geschichte
Climax wurde am 3. Februar 1988 von Karl Jeffery gegründet, war ursprünglich als Images Software Ltd. bekannt und konzentrierte sich zunächst auf die Entwicklung und Portierung von Spielen für Heimcomputer, Konsolen und Handhelds.
Im Oktober 1998 kündigte Climax die Gründung von Climax PC Studio an, einem Unterstudio, das sich auf die Entwicklung von PC-Spielen konzentrierte und in einem Büro neben dem Climax-Hauptquartier untergebracht war. Ein weiteres solches Studio, Climax Game Boy World, wurde während der E3 1999 gegründet und konzentrierte sich auf die Entwicklung für die Game-Boy-Familie von Handheld-Spielen. Pixel Planet, ein in Brighton ansässiges Studio, das im September 1999 von Tony Beckwith und Greg Michael gegründet wurde, ging im November 1999 eine Partnerschaft mit Climax ein, die dazu führte, dass Pixel Planet Teil der Climax-Gruppe wurde und in Climax Brighton umbenannt wurde. Es folgte das in Nottingham ansässige Studio Anthill Studios, das im Juni 2000 übernommen und in Climax Nottingham umbenannt wurde. Das Studio wurde unter der fortgesetzten Leitung des Gründers Paul Carruthers mit der Entwicklung des Spiels Warhammer Online betraut, das auf der Warhammer-Franchise von Games Workshop basiert. Zu diesem Zeitpunkt waren die Hauptstudios im Hauptquartier der Climax-Gruppe in Fareham unter dem Namen Climax Fareham zusammengefasst worden. Das Studio Climax Brighton zog im August 2000 nach Hove um. Als das Studio Charybdis im April 2001 zahlreiche Mitarbeiter entließ, gab Climax seine Absicht bekannt, 20 seiner ehemaligen Mitarbeiter im Studio in Nottingham einzustellen. Im Juni 2001 erwarb Climax außerdem Syrox Developments in Kingston upon Thames. Im Juli 2001 wurde Geoff Heath zum Vorsitzenden von Climax.
Das Vorzeigestudio von Climax Fareham zog im Juli 2002 nach Portsmouth in Büros im Gunwharf Quays Center um und wurde in Climax Solent umbenannt. Der administrative Teil der Climax-Gruppe blieb in Fareham. Ein fünftes Studio mit Sitz in Venice, Kalifornien, wurde im Oktober 2003 eröffnet. Im November 2004 konsolidierte Climax seine Studios in London und Solent unter dem Namen Climax Action und benannte die Studios in Brighton und Nottingham in Climax Racing bzw. Climax Online um.
Im Jahr 2006 gab Konami bekannt, dass Climax Action am nächsten Teil der beliebten Silent-Hill-Franchise von Horrorspielen arbeitete, nachdem das ursprüngliche Team hinter der Serie, Konamis internes Entwicklungsteam Team Silent, aufgelöst worden war. Es trug den Titel Silent Hill: Origins und wurde exklusiv für die PlayStation Portable angekündigt. Im Oktober 2007 wurde das Spiel mit positiven Kritiken veröffentlicht. Im Jahr 2008 folgte eine PlayStation-2-Version des Spiels.
Im Februar 2008 wurde das Climax-Studio in Kingston geschlossen, so dass der Hauptsitz in Portsmouth als einziges Studio verblieb.
Im Jahr 2009 wurde bekannt gegeben, dass Climax an einem weiteren Silent-Hill-Spiel für Nintendos Wii-Konsole mit dem Titel Shattered Memories arbeitete. Das Spiel wurde als Remake des ursprünglichen Silent-Hill-Spiels angekündigt. Spätere Versionen für die PlayStation 2 und die PlayStation Portable wurden ebenfalls angekündigt.
In den letzten Jahren hat Climax eine Reihe von VR-Titeln entwickelt und veröffentlicht, darunter Lola and The Giant (das auf der Google I/O'17 vorgestellt wurde), Bandit Six, Gun Sight, DCL: The Game und Dirt Rally 2.0, das gemeinsam mit Codemasters entwickelt wurde.
Im Jahr 2007 bestätigte Jeffery nach einem in der Branche kursierenden Gerücht über einen möglichen Verkauf des Unternehmens, dass er 100 % der Anteile des Studios besaß, und dementierte alle Gerüchte über eine Übernahme. Das Studio wurde dann später im April 2021 für 47 Millionen Pfund von den irischen Keywords Studios übernommen.